# 2K Games
A 2K a világ több részén jelenlévő videójáték fejlesztő, kiadó és forgalmazó vállalat. A Take-Two egyik leányvállalata, ami főleg a Grand Theft Auto sorozatról ismert Rockstar Games céget is birtokolja. A vállalatot 2005. január 25-én alapítottak Kaliforniában, miután a Take-Two felvásárolta a Segától a Visual Concepts céget annak leányvállalatával, a Kush Games céggel együtt 24 millió dollárért.
A Visual Concepts a 2K sportjáték sorozat fejlesztőjeként vált ismertté, innen ered a cég elnevezése is. Széles körben adnak ki PC és konzol játékokat, belső és külső fejlesztőkét egyaránt.

## Játékok
A Visual Concepts által készített 2K sportjátékok külön szócikkben találhatóak.
| Játék címe                                           | Kiadás éve | Platformok                                                                        |
| ---------------------------------------------------- | ---------- | --------------------------------------------------------------------------------- |
| Sid Meier's Pirates!                                 | 2005       | Xbox, Microsoft Windows, iPad                                                     |
| Ford Racing 3                                        | 2005       | Microsoft Windows, PlayStation 2, Xbox                                            |
| Close Combat: First to Fight                         | 2005       | Microsoft Windows, OS X, Xbox                                                     |
| Ford Mustang: The Legend Lives                       | 2005       | PlayStation 2, Xbox                                                               |
| Stronghold 2                                         | 2005       | Microsoft Windows                                                                 |
| Motocross Mania 3                                    | 2005       | PlayStation 2, Xbox                                                               |
| Conflict: Global Terror                              | 2005       | Microsoft Windows, PlayStation 2, Xbox (kizárólag Észak-Amerikában)               |
| Serious Sam II                                       | 2005       | Microsoft Windows, Linux, Xbox                                                    |
| Shattered Union                                      | 2005       | Microsoft Windows, Xbox                                                           |
| Call of Cthulhu: Dark Corners of the Earth           | 2005       | Microsoft Windows, Xbox                                                           |
| Sid Meier's Civilization IV                          | 2005       | Microsoft Windows, OS X                                                           |
| Vietcong 2                                           | 2005       | Microsoft Windows                                                                 |
| Zathura                                              | 2005       | PlayStation 2, Xbox                                                               |
| 24: The Game                                         | 2006       | PlayStation 2                                                                     |
| The Elder Scrolls IV: Oblivion                       | 2006       | Microsoft Windows, Xbox 360                                                       |
| The Da Vinci Code                                    | 2006       | Microsoft Windows, PlayStation 2, Xbox                                            |
| Prey                                                 | 2006       | Microsoft Windows, mobiltelefonok, OS X, Xbox 360                                 |
| CivCity: Rome                                        | 2006       | Microsoft Windows                                                                 |
| Sid Meier's Civilization IV: Warlords                | 2006       | Microsoft Windows, OS X                                                           |
| Dungeon Siege II: Broken World                       | 2006       | Microsoft Windows                                                                 |
| Family Guy Video Game!                               | 2006       | PlayStation 2, PlayStation Portable, Xbox                                         |
| Sid Meier's Railroads!                               | 2006       | Microsoft Windows                                                                 |
| Stronghold Legends                                   | 2006       | Microsoft Windows                                                                 |
| Dungeon Siege: Throne of Agony                       | 2006       | PlayStation Portable                                                              |
| Ghost Rider                                          | 2007       | PlayStation 2, PlayStation Portable, Game Boy Advance, Xbox                       |
| Jade Empire: Special Edition                         | 2007       | Microsoft Windows                                                                 |
| The Elder Scrolls IV: Shivering Isles                | 2007       | Xbox 360                                                                          |
| Fantastic Four: Rise of the Silver Surfer            | 2007       | Nintendo DS, Wii, Xbox 360, PlayStation 2, PlayStation 3                          |
| The Darkness                                         | 2007       | PlayStation 3, Xbox 360                                                           |
| Sid Meier's Pirates!                                 | 2007       | PlayStation Portable                                                              |
| Sid Meier's Civilization IV: Beyond the Sword        | 2007       | Microsoft Windows                                                                 |
| BioShock                                             | 2007       | iOS, OS X, Microsoft Windows, PlayStation 3, Xbox 360                             |
| The Elder Scrolls IV: Shivering Isles                | 2007       | Microsoft Windows, PlayStation 3, Xbox 360                                        |
| Sid Meier's Civilization Revolution                  | 2008       | iOS, Nintendo DS, PlayStation 3, Xbox 360, Windows Phone                          |
| Sid Meier's Civilization IV: Colonization            | 2008       | Microsoft Windows                                                                 |
| Borderlands                                          | 2009       | OS X, Microsoft Windows, PlayStation 3, Xbox 360                                  |
| BioShock 2                                           | 2010       | Microsoft Windows, PlayStation 3, Xbox 360                                        |
| Mafia II                                             | 2010       | Microsoft Windows, PlayStation 3, Xbox 360                                        |
| Civilization V                                       | 2010       | Microsoft Windows, OS X                                                           |
| Duke Nukem Forever                                   | 2011       | Microsoft Windows, PlayStation 3, Xbox 360, OS X                                  |
| The Darkness II                                      | 2012       | Microsoft Windows, OS X, PlayStation 3, Xbox 360                                  |
| Civilization V: Gods & Kings                         | 2012       | Microsoft Windows                                                                 |
| Spec Ops: The Line                                   | 2012       | Microsoft Windows, OS X, PlayStation 3, Xbox 360                                  |
| Borderlands 2                                        | 2012       | Microsoft Windows, OS X, Linux, PlayStation 3, PlayStation Vita, Xbox 360         |
| XCOM: Enemy Unknown                                  | 2012       | Android, iOS, Linux, Microsoft Windows, PlayStation 3, PlayStation Vita, Xbox 360 |
| Borderlands Legends                                  | 2012       | iOS                                                                               |
| BioShock Infinite                                    | 2013       | Microsoft Windows, OS X, Linux, PlayStation 3, Xbox 360                           |
| Haunted Hollow                                       | 2013       | iOS                                                                               |
| Sid Meier’s Ace Patrol                               | 2013       | Microsoft Windows, iOS                                                            |
| Sid Meier’s Civilization V: Brave New World          | 2013       | Microsoft Windows                                                                 |
| The Bureau: XCOM Declassified                        | 2013       | Microsoft Windows, OS X, PlayStation 3, Xbox 360                                  |
| Sid Meier’s Ace Patrol: Pacific Skies                | 2013       | Microsoft Windows, iOS                                                            |
| XCOM: Enemy Within                                   | 2013       | Android, iOS, Linux, Microsoft Windows, OS X, PlayStation 3, Xbox 360             |
| Civilization Revolution 2                            | 2014       | Android, iOS, PlayStation Vita                                                    |
| Borderlands: The Pre-Sequel!                         | 2014       | Linux, Microsoft Windows, OS X, PlayStation 3, Xbox 360                           |
| Sid Meier’s Civilization: Beyond Earth               | 2014       | Microsoft Windows                                                                 |
| Evolve: Hunters Quest                                | 2015       | Android, iOS, Windows Phone                                                       |
| Evolve                                               | 2015       | Microsoft Windows, PlayStation 4, Xbox One                                        |
| Sid Meier’s Starships                                | 2015       | iOS, Microsoft Windows, OS X                                                      |
| Borderlands: The Handsome Collection                 | 2015       | PlayStation 4, Xbox One                                                           |
| Sid Meier’s Civilization: Beyond Earth - Rising Tide | 2015       | Microsoft Windows                                                                 |
| Sid Meier’s Civilization Online                      | 2015       | Microsoft Windows                                                                 |
| XCOM 2                                               | 2016       | Linux, Microsoft Windows, OS X                                                    |
| Battleborn                                           | 2016       | Microsoft Windows, PlayStation 4, Xbox One                                        |
| Battleborn Tap                                       | 2016       | Android, iOS                                                                      |
| BioShock: The Collection                             | 2016       | Microsoft Windows, OS X, PlayStation 4, Xbox One                                  |
| Mafia III                                            | 2016       | Microsoft Windows, OS X, PlayStation 4, Xbox One                                  |
| Mafia III: Rivals                                    | 2016       | Android, iOS                                                                      |
| Sid Meier’s Civilization VI                          | 2016       | Linux, Microsoft Windows, OS X, iOS                                               |
| XCOM 2: War of the Chosen                            | 2017       | Linux, Microsoft Windows, OS X, PlayStation 4, Xbox One                           |
| Sid Meier’s Civilization VI: Rise and Fall           | 2018       | Linux, Microsoft Windows, OS X                                                    |

## Fejlesztőstúdiók
| Stúdió neve        | Aktív évek 2K stúdióként | Megjegyzések |
| 2K Games           | 2K Games                 | 2K Games |
| ------------------ | ------------------------ | --- |
| 2K East            | 2006–napjainkig          | A céget 2006-ban alapították 2K China néven a 2K Games játékainak kínai lokalizációjára. |
| 2K Vegas           | 2013–napjainkig          | A 2K Games minőségbiztosítási stúdiója, melyet 2013 elején alapítottak, amikor a korábbi Northridge-i stúdiót Las Vegasba helyezték át. |
| Firaxis Games      | 2005–napjainkig          | A céget 1996-ban alapította Sid Meier, Jeff Briggs és Brian Reynolds. A vállalatot 2005. november 7-én vásárolta fel a Take-Two Interactive. |
| Ghost Story Games  | 2017–napjainkig          | A céget 2017. február 24-én alapították az Irrational Games utódjaként. |
| Hangar 13          | 2014–napjainkig          | 2014. november 1-jén alapították Haden Blackman vezetésével. Első játékuk, a Mafia III 2016-ban jelent meg. |
| 2K Play            |                          | |
| Cat Daddy Games    | 2005–napjainkig          | 2K Play játéksorozatért felelősek. |
| 2K Sports          |                          | |
| Visual Concepts    | 2005–napjainkig          | 2K Sports játéksorozatért felelősek. |
| Megszűnt stúdiók   |                          | |
| 2K Australia       | 2006–2015                | 2000-ben alapították az Irrational Games leányvállalataként. 2010-ben beolvadt a 2K Marinba, azonban 2011-ben szétváltak. A céget 2015. április 16-án bezárták a magas fenntartási költségek miatt. |
| 2K China           | 2006–2015                | A céget 2006-ban alapították a 2K Games játékainak kínai lokalizációjára. 2015. november 4-én bezárták. |
| 2K Czech           | 2008–2017                | A céget 1997-ben alapítottak Illusion Softworks néven, a Take-Two Interactive 2008-ban átnevezte a vállalatot 2K Czechre. Silver Wish Games néven is ismertek. 2017-ben beolvadt a Hangar 13-be. Legismertebb játékaik a Mafia sorozat első két játéka.                                                                                                   |
| 2K Marin           | 2007–2013                | Az Irrational Games korábbi tagjai alapították a céget. 2013 októberében drasztikus létszámcsökkentésen esett át a fejlesztő. 2014-ben az anyacég bejelentette, hogy az Irrational bezárása után a 2K Marin viszi tovább a BioShock sorozatot. A vállalat 2013 óta nem dolgozott semmin, helyére valószínűleg a szintén novatói székhelyű Hangar 13 állt. |
| Frog City Software | 2005–2006                | A céget 1995-ben alapították, 2004-ben felvásárolta a Gathering, amit 2006-ban felvásárolt a 2K Games anyavállalata, a Take-Two Interactive. 2006 elején bezárták a vállalatot. |
| Indie Built        | 2004–2006                | A céget 1982-ben alapították Access Software néven. A vállalatot 1999-ben felvásárolta a Microsoft, majd 2004-ben a Take-Two Interactive. 2006. április 28-án bezárták a céget. |
| Irrational Games   | 2006–2017                | A céget 1997-ben alapították. A vállalatot 2006. január 9-én felvásárolta a Take-Two Interactive, akik 2007-ben átnevezték a cég stúdióit 2K Australiára és 2K Bostonra. 2014 februárjában a cég 15 emberét leszámítva mindenkit elbocsátottak. A céget 2017. február 24-én bezárták, majd ugyanazon napon Ghost Story Games néven újraalapították.       |
| Kush Games         | 2001–2008                | A 2K Games és a Sega sportjátékain dolgoztak. A céget 2008-ban bezárták, miután a 2K sportjátékainak fejlesztését teljesen átvette a 2K Sports. |
| PAM Development    | 2006–2008                | A céget 1995-ben alapították, melyet 2006-ban felvásárolt a Take-Two Interactive. A vállalatot 2008 júliusában, a Venom Gamesszel karöltve bezárták. |
| PopTop Software    | 1993–2006                | A céget 1993-ban alapították, elsősorban gazdasági szimulációs játékokkal foglalkoztak. A Take-Two Interactive 2006 márciusában beolvasztotta céget a Firaxis Gamesbe. |
| Venom Games        | 2004–2008                | A céget 2003 januárjában alapították, melyet 2004 szeptemberében felvásárolt a Take-Two Interactive. A vállalatot 2008 júliusában, a PAM Developmenttel karöltve bezárták. |